# Песни и мечи
«Песни и мечи» (англ. Swords and Songs) — фэнтези-цикл американской писательницы Элейн Каннингем, действие которого происходит в вымышленной вселенной Forgotten Realms.